# Nephthys lactea
Nephthys lactea är en ringmaskart som beskrevs av Anders Johan Malmgren 1867. Nephthys lactea ingår i släktet Nephthys och familjen Nephtyidae. Inga underarter finns listade i Catalogue of Life.